# Tropidolaemus
Genre
Tropidolaemus est un genre de serpents de la famille des Viperidae. 

## Répartition
Les cinq espèces de ce genre se rencontrent en Asie.

## Description

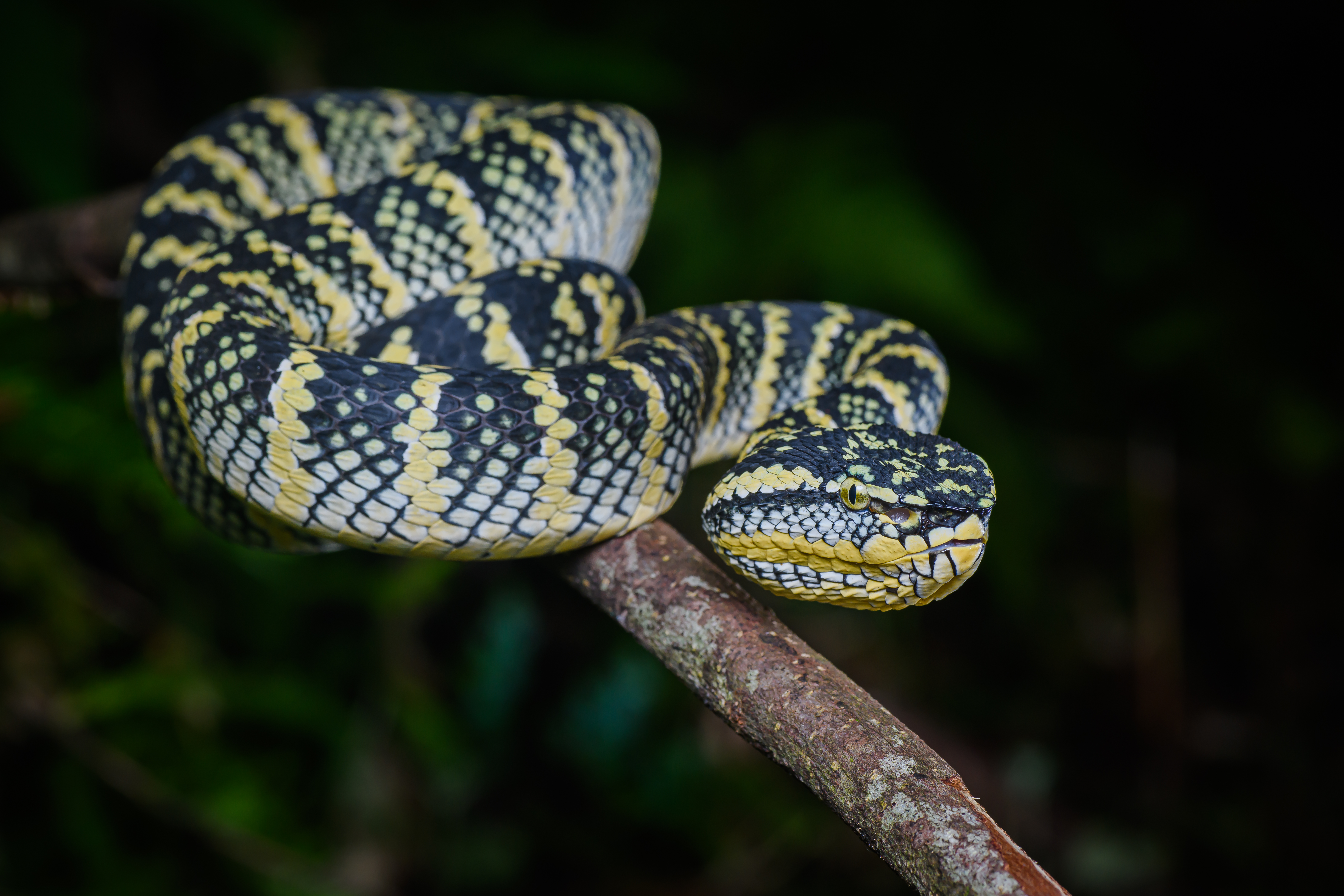
Tropidolaemus wagleri dans le Amphoe Takua Pa en Thaïlande. Juin 2019.

Ce sont des serpents venimeux. Les femelles peuvent atteindre 100 cm, les mâles atteignant environ 75 cm. Ces serpents ont une tête bien marquée, triangulaire. Les individus varient énormément en termes de couleur et de motif (phase), au point que certains auteurs classent ses variantes dans des sous-espèces distinctes. On rencontre des mélanges de noir, brun, orange, jaune, vert.

Les espèces de ce genre sont arboricoles. Elles chassent à l'affut divers petits rongeurs, lézards, oiseaux et grenouilles.

Les femelles donnent naissance de 12 à 15 petits qui mesurent de 12 à 15 centimètres.

## Liste des espèces
Selon The Reptile Database (23 sept. 2011) :
- Tropidolaemus huttoni (Smith, 1949)
- Tropidolaemus laticinctus (Kuch, Gumprecht & Melaun, 2007)
- Tropidolaemus philippensis (Gray, 1842)
- Tropidolaemus subannulatus (Gray, 1842)
- Tropidolaemus wagleri (Boie, 1827)

## Publication originale
- Wagler, 1830 : Natürliches System der Amphibien : mit vorangehender Classification der Säugethiere und Vögel : ein Beitrag zur vergleichenden Zoologie. München p. 1-354 (texte intégral).